# Merciless Death
Merciless Death ist eine US-amerikanische Thrash-Metal-Band aus Canyon Country, Santa Clarita, Kalifornien, die im Jahr 2003 gegründet wurde.

## Geschichte
Die Band wurde im Jahr 2003 von Gitarrist Dan Holder und Bassist und Sänger Andy Torres gegründet. Zusammen spielte sie zu zweit einige Lieder, bis Schlagzeuger Cesar Torres, Bruder von Andy Torres, zur Band stieß. Im Jahr 2004 nahmen sie das erste Demo Annihilate the Masses auf. Im Anschluss dessen folgten einige Auftritte in Los Angeles. Im Jahr 2006 erschien das Debütalbum Evil in the Night. Es wurde im Jahr 2007 über Heavy Artillery Records wiederveröffentlicht. Es folgte eine Tour durch die USA. Im Folgejahr erschien bereits das Nachfolgealbum Realm of Terror bei Heavy Artillery Records. Im April 2008 folgte eine Tour durch Europa, unter anderem mit einem Auftritt auf dem Keep-It-True-Festival in Deutschland zusammen mit Bands wie Jag Panzer, Omen, Helstar und Sentinel Beast. Im Juni und Juli 2008 folgten Auftritte zusammen mit Bonded by Blood. Im September folgten Auftritte mit Fueled by Fire.

## Stil
Merciless Death spielen klassischen, aggressiven, schnellen Thrash Metal im Stil der 1980er-Jahre. Die Band wird mit anderen Bands des Genres wie Anthrax, Slayer, Evildead, Exodus und Forbidden verglichen.

## Diskografie
- 2004: Annihilate the Masses (Demo, Eigenveröffentlichung)
- 2006: Evil in the Night (Album, Eigenveröffentlichung; 2007 Wiederveröffentlichung bei Heavy Artillery Records)
- 2008: Realm of Terror (Album, Heavy Artillery Records)